# Yohelyn Valera
Yohelyn Yesenia Valera Fernández (ur. 17 września 1997) – wenezuelska zapaśniczka walcząca w stylu wolnym
Brązowa medalistka igrzysk Ameryki Południowej w 2022 roku.